# Bohemian Rhapsody (film)

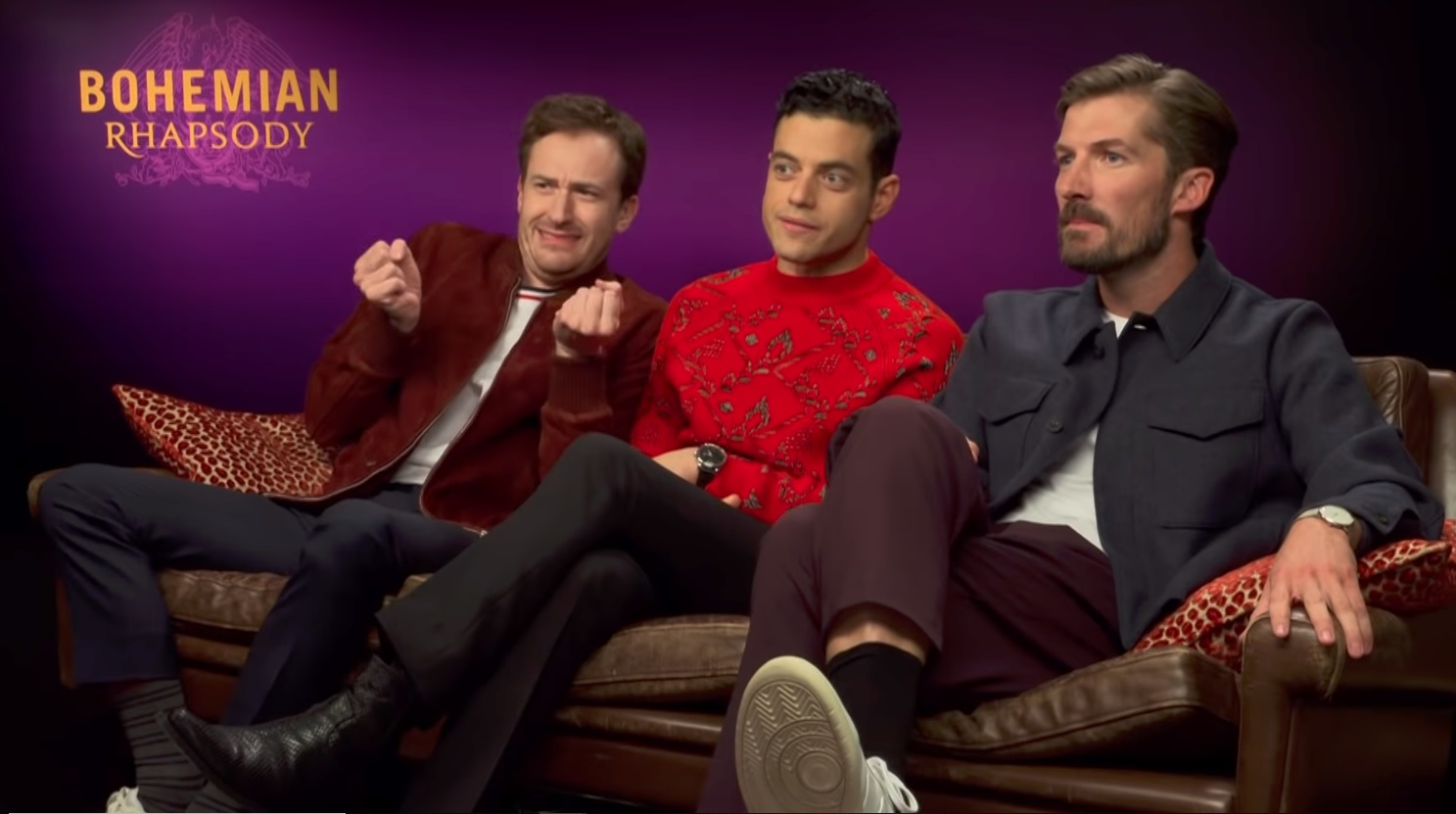
Skådespelarna Joseph Mazzello, Rami Malek och Gwilym Lee i samtal med MTV (26 oktober 2018).

Bohemian Rhapsody är en biografisk musikfilm från 2018, om det brittiska rockbandet Queen, i regi av Bryan Singer. Filmen fokuserar på sångaren Freddie Mercurys liv, fram till Queens Live Aid-framträdande på Wembley Stadium 1985. Filmen producerades av 20th Century Fox, New Regency, GK Films samt Queen Films. 20th Century Fox verkade även som filmens distributör. I huvudrollerna ses Rami Malek, Lucy Boynton, Gwilym Lee, Ben Hardy och Joseph Mazzello. Även Aidan Gillen, Tom Hollander, Allen Leech och Mike Myers medverkar i mindre roller.
Queens bandmedlemmar Brian May och Roger Taylor arbetade som kreativa konsulter för filmen, och Queens före detta advokat och manager Jim "Miami" Beach producerade filmen tillsammans med Oscarvinnaren Graham King (The Departed (2006)).
Inspelningen började i London i september 2017, med Singer som regissör. I december 2017 fick Singer sparken, då han hade varit frånvarande, samt inte kommit överens med resten av ensemblen. Istället anställdes Dexter Fletcher för att göra klart filmen. Singer är dock angiven som ensam regissör, då förbundet Directors Guild of Americas regler säger att endast en regissör kan anges per film. Filmandet avslutades i januari 2018.
Inför scenen med Queens uppträdande på Live Aid tittade Rami Malek igenom videon med det verkliga Queens Live Aid-uppträdandet 1500 gånger för att kunna få till alla Freddie Mercurys rörelser. Queen-medlemmen Brian May, som ofta närvarade under inspelningen av filmen, har sagt att Maleks porträttering av Freddie Mercury var så övertygande att han ibland glömde bort att det var Malek och inte den riktiga Mercury som han såg framför kameran. Filmen hade en del felaktiga händelser som skiljer sig mellan verkligheten och filmen. På IMDB har filmen betyget 7,9 (av 10).
På Oscarsgalan 2019 vann Bohemian Rhapsody fyra Oscar: Oscar för bästa manliga huvudroll till Rami Malek, bästa ljudredigering, bästa ljud och bästa klippning, och blev därmed galans stora vinnare. Den nominerades även för bästa film men förlorade mot Green Book. På Golden Globe-galan 2019 vann den för bästa film – drama och bästa manliga huvudroll – drama.

## Handling
Under det tidiga 1970-talet jobbar låtskrivaren och studenten Freddie Mercury på Heathrow. Han bor med sin familj i London och studerar design på college. En kväll går han till en liten konsertspelning där Smile uppträder. Smile består av sångaren och basisten Tim Staffell, gitarristen Brian May och trummisen Roger Taylor. Efter spelningen lämnar Staffell bandet och ansluter sig till bandet Humpy Bong. Samtidigt träffar Freddie Mary Austin och frågar var bandet är. Freddie träffar sen Brian och Roger och frågar om han kan bli deras sångare. De tvivlade först, men när Freddie provsjöng lät de honom ansluta sig till bandet. Freddie stötte på Mary på hennes jobb i en klädaffär och provade kläder, sedan använder han den stilen på konserter. Senare bildas rockbandet Queen som består av Freddie Mercury, Brian May, Roger Taylor och John Deacon som anslöt sig senare.
Freddie börja dejta Mary och de flyttar ihop. Bandet börjar göra sitt första album och några från EMI ser dem spela. Bandet träffar John Reid (som samtidigt var Elton Johns manager) från EMI som blir deras manager. Queen uppträdde på Top of the Pops och mimspelade Killer Queen, vilket ledde till deras genombrott. Bandet åkte på en turné i japan och senare i USA, och det var då Freddie ifrågasätter sin sexualitet. Efter turnén spelar de in ett album som blir ett av Queens berömda album, A Night at the Opera i Rockfield Studios. Queen spelar även in låten Bohemian Rhapsody vilket blir deras mest kända och populäraste låt. EMI vägrade släppa Bohemian Rhapsody som singel på grund av att låten är 6 minuter lång, så Freddies vän Kenny Everett spelade låten på radion. Ett år senare blir Bohemian Rhapsody berömd. Bandet åkte på en världsturné och Freddie hängde mer med sin personliga manager Paul Prenter som har dåligt inflytande på honom. Mary är fundersam över Freddies beteende. När Freddie kom hem ville Mary veta vad som händer. Freddie berättar att han tror att han är bisexuell, men Mary påstår att han är homosexuell. Sen skilde de sig, men förblev vänner.
Genom åren har Queen blivit ett av världens största rockband och deras karriär blev mycket lyckad fram till 1980-talet. Det började uppstå konflikter och  de bytte sound till popmusik. Vid en fest som Freddie arrangerar träffar han sin blivande pojkvän Jim Hutton. Queen släpper låten We Will Rock You som blir en stor succé och bandet uppträder på Madison Square Garden i New York. Freddie träffar Mary och hennes nya pojkvän som kollade på konserten. Efter konserten frågade John Reid Freddie om att göra ett soloalbum men samtidigt blir Freddie drogpåverkad och tror att John försöker få honom att splittra bandet. Freddie blir rasande och avskedar honom. Medlemmarna blir upprörda efter att Freddie avskedade John Reid. Freddie vill att bandets advokat Jim "Miami" Beach ska bli deras manager och han svarade senare ja. En konflikt uppstår och samtidigt spelar John Deacon basriffet till låten Another One Bites the Dust som han skrev, vilken blev Queens bäst säljande singel. Två år senare i London 1982 vid en intervju med Queen om deras album Hot Space frågade journalisterna om Freddies sexualitet, men han vägrade svara. Senare bannlyste MTV musikvideon av låten I Want to Break Free eftersom bandet klädde sig som kvinnor vilket sågs väldigt kontroversiellt på den tiden.
Efter låtsuccén lämnar Freddie bandet och börjar med sitt soloalbum (faktiskt två album enligt solokontraktet som Freddie skrev på). Freddie spelade in sitt soloalbum Mr. Bad Guy. Efter albumet började Freddie känna sig sjuk. Sen kom Mary till Freddie i München (där Freddie bodde i mitten på 1980-talet) och berättade att hon var orolig för honom och sa att hon drömde nåt hemskt om Freddie. Hon förklarar för Freddie att Paul inte bryr sig om honom och han behöver sina bandkamrater. Freddie avskedar sedan Paul och flyttar tillbaka till England. Freddie återförenas med de andra medlemmarna och ansluter sig till Live Aid. Freddie upptäcker att han har AIDS, vilket både ändrar hans personlighet och liv. Freddie berättar för de andra att han har AIDS. Medlemmarna blir ledsna men de ska ändå fortsätta. Freddie träffar Jim Hutton igen och tar med honom till konserten. Mary och hennes pojkvän följer också med och tittar på dem i Backstage tillsammans med Jim. Bandet uppträder på Live Aid och det blev ett av de bästa liveuppträdandena i musikhistorien.
Eftertexterna visar Freddie Mercurys liv efter Live Aid och visar också musikvideon till låten Don't Stop Me Now, en av Queens största låtar.

## Rollista
| Rami Malek       | – Freddie Mercury, sångare i rockbandet Queen                               |
| Lucy Boynton     | – Mary Austin                                                               |
| Gwilym Lee       | – Brian May, gitarrist i rockbandet Queen                                   |
| Ben Hardy        | – Roger Taylor, trumslagare i rockbandet Queen                              |
| Joseph Mazzello  | – John "Deacy" Deacon, basist i rockbandet Queen                            |
| Aidan Gillen     | – John Reid, Queens andra manager                                           |
| Allen Leech      | – Paul Prenter, Mercurys personliga manager                                 |
| Tom Hollander    | – Jim "Miami" Beach, Queens tredje manager                                  |
| Mike Myers       | – Ray Foster, chef på EMI                                                   |
| Aaron McCusker   | – Jim Hutton, Mercurys pojkvän                                              |
| Meneka Das       | – Jer Bulsara, Mercurys mor                                                 |
| Ace Bhatti       | – Bomi Bulsara, Mercurys far                                                |
| Priya Blackburn  | – Kashmira "Kash" Bulsara, Mercurys syster                                  |
| Adam Rauf        | – Ung Freddie Mercury, aka Farrokh Bulsara                                  |
| Tim Plester      | – Roy Thomas Baker, rockbandet Queens ljudtekniker                          |
| Dermot Murphy    | – Bob Geldof, Live Aid-organisatör                                          |
| Dickie Beau      | – Kenny Everett, radioman i Capital London                                  |
| Jack Roth        | – Tim Staffell, f.d. sångare och basist i rockbandet Smile (blivande Queen) |
| Max Bennett      | – David, Mary Austins nya pojkvän                                           |
| Neil Fox-Roberts | – Mr. Austin, Marys far                                                     |
| Philip Andrew    | – Reinhold Mack                                                             |
| Matthew Houston  | – Larry Mullen Jr, trumslagare i det irländska rockbandet U2                |
| Michelle Duncan  | – Shelley Stern, reporter                                                   |
| Adam Lambert     | – Lastbilschaufför                                                          |

## Medverkande
- Bryan Singer – regissör, producent
- Graham King – producent
- Jim Beach – producent
- Anthony McCarten – manus
- Peter Morgan – manus
- Arnon Milchan – exekutiv producent
- Denis O'Sullivan – exekutiv producent
- Justin Haythe – exekutiv producent
- Dexter Fletcher – exekutiv producent
- Jane Rosenthal – exekutiv producent
- Brian May – exekutiv musikproducent
- Roger Taylor – exekutiv musikproducent
- Chris Clarke – foto
- Aaron Haye – produktionsdesigner
- John Ottman – kompositör
- Becky Bentham – musik
- Julian Day – kostym

## Soundtrack
John Ottman, som frekvent samarbetat med Singer, har komponerat filmens musik. Ett officiellt soundtrackalbum, innehållande flera hits av Queen, samt 11 icke släppta inspelningar (bland annat fem låtar från Queens Live Aid-konsert i juli 1985) som aldrig släppts i ljudformat, släpptes av Hollywood Records på CD, kassett och digitala format den 19 oktober 2018. En vinylutgåva planerade att ges ut i början av 2019.

### Låtlista
| Nr           | Titel                                     | Framförd av         | Längd |
| ------------ | ----------------------------------------- | ------------------- | ----- |
| 1.           | 20th Century Fox Fanfare                  | Queen               | 0:25  |
| 2.           | Somebody to Love                          | Queen               | 4:56  |
| 3.           | Doing All Right (Revisited)               | Smile               | 3:17  |
| 4.           | Keep Yourself Alive (Live at the Rainbow) | Queen               | 3:56  |
| 5.           | Killer Queen                              | Queen               | 2:59  |
| 6.           | Fat Bottomed Girls (Live in Paris)        | Queen               | 4:38  |
| 7.           | Bohemian Rhapsody                         | Queen               | 5:55  |
| 8.           | Now I'm Here (Live at Hammersmith Odeon)  | Queen               | 4:26  |
| 9.           | Crazy Little Thing Called Love            | Queen               | 2:43  |
| 10.          | Love of My Life (Live in Rio)             | Queen               | 4:29  |
| 11.          | We Will Rock You (Movie Mix)              | Queen               | 2:09  |
| 12.          | Another One Bites the Dust                | Queen               | 3:35  |
| 13.          | I Want to Break Free                      | Queen               | 3:43  |
| 14.          | Under Pressure                            | Queen & David Bowie | 4:04  |
| 15.          | Who Wants to Live Forever                 | Queen               | 5:15  |
| 16.          | Bohemian Rhapsody (Live Aid)              | Queen               | 2:28  |
| 17.          | Radio Ga Ga (Live Aid)                    | Queen               | 4:06  |
| 18.          | Ay-Oh (Live Aid)                          | Queen               | 0:41  |
| 19.          | Hammer to Fall (Live Aid)                 | Queen               | 4:04  |
| 20.          | We Are the Champions (Live Aid)           | Queen               | 3:57  |
| 21.          | Don't Stop Me Now (Revisited)             | Queen               | 3:38  |
| 22.          | The Show Must Go On                       | Queen               | 4:32  |
| Total längd: | Total längd:                              | Total längd:        | 79:44 |